# ヴァルター・ブラウンフェルス
ヴァルター・ブラウンフェルス（Walter Braunfels, 1882年12月19日 – 1954年3月19日）は、ドイツの作曲家・ピアニスト。
フランクフルト出身。父親は文学者・翻訳家として有名で、母親は祖父（または大おじ）がルイ・シュポーアであった。

## 経歴
ウィーンでテオドール・レシェティツキーにピアノを、ミュンヘンでフェリックス・モットルに作曲を学んだ。
1923年プロイセン芸術アカデミーの会員に選ばれている。
当時のケルン市長コンラート・アデナウアーから招かれて、指揮者・ヘルマン・アーベントロートと共に1925年からケルン音楽大学を運営し学長を務めたが、ナチスが政権に就くと「四半ユダヤ人」だったため1933年4月に公職から追放され、作品を上演できない状況が続いた。戦後にアデナウアーの呼びかけに応じて公職に復帰し、ドイツ音楽界ならびに音楽教育界の再建に尽力した。カトリック信仰に関連する作品が多い。

## 主要作品
- 歌劇
  - ブランビッラ姫 Prinzessin Brambilla op.12（E.T.A.ホフマン原作） (1909年)
  - Ulenspiegel (1913)
  - 鳥たち Die Vögel op.30（アリストパネスの喜劇に基づく） (1920年)
  - 緑のズボンのドン・ギル Don Gil von den grünen Hosen op.35（ティルソ・デ・モリーナの喜劇に基づく）(1924年)
  - Der Gläserne Berg (1929年)
  - ガラテア Galathea (1929年)
  - 「ジャンヌ・ダルク、聖女ヨハンナの生涯からの情景」 Szenen aus der Leben der Heiligen Johanna (1943)
  - 受胎告知 Verkündigung op.50（ポール・クローデル原作) (1933-5年作曲、1948年初演)
  - Der Traum ein Leben op.51 (1937年)
  - 魔法教育 Der Zauberlehrling (1954年)

- オラトリオ
  - Offenbarung Johannis (1919年)
  - Spiel von der Auferstehung (1954年)

- 器楽曲
  - 管弦楽のためのセレナーデ Op. 20 (1910年)
  - ベルリオーズの主題による幻想的変奏 ( Phantastiche Erscheinungen eines Themas von Hector Berlioz ) Op. 25 (1914-17年)
  - オルガン協奏曲 Op. 38 (1927年)
  - 弦楽四重奏曲 第1番 Op.60
  - 弦楽四重奏曲 第2番 Op.61